# Onsala BK
Onsala BK är en fotbollsklubb från Onsala i Kungsbacka kommun och landskapet Halland. Klubben bildades 1941. 

## Herrlag
Onsala BK:s herrlag spelar 2024 i Ettan Södra. Flera Onsalaspelare har gått vidare till större klubbar, bland andra Joackim Fagerjord (Gais), Gustav Lundgren (Gais), Fredrik Holmberg (tränare, Gais), Victor Karlsson (Varbergs Bois) och Victor Andersson (IFK Värnamo).
Onsalas största framgång var då man sommaren 2022 slog Örgryte IS med 3–1 i svenska cupen och gick vidare till gruppspelet 2023, där man dock slutade sist i sin grupp efter 0–5 hemma mot Helsingborgs IF, 0–3 hemma mot Kalmar FF och 0–1 borta mot Trelleborgs FF.

### Spelartruppen
| Nummer      | Land      | Spelare                | Födelsedatum     | Kom från        | Moderklubb         |           |
| Målvakter   | Målvakter | Målvakter              | Målvakter        | Målvakter       | Målvakter          | Målvakter |
| ----------- | --------- | ---------------------- | ---------------- | --------------- | ------------------ | --------- |
| 1           | Sverige   | Erik Westgärds (L)     | 10 juli 2002     | Gais            | Vallens IF         |           |
| 73          | Sverige   | Isac Iserö             | 9 juli 2003      | Lerkils IF      | Lerkils IF         |           |
| 99          | Sverige   | Magnus Sandström       | 19 maj 2005      | Onsala BK U     | Onsala BK          |           |
| -           | Sverige   | Gustav Thilander       | 27 april 2000    | IFK Göteborg    | Annebergs IF       |           |
| Försvarare  |           |                        |                  |                 |                    |           |
| 3           | Sverige   | Alexander Levinson     | 4 juni 1995      | IK Tord         | Tölö IF            |           |
| 4           | Sverige   | Johan Jarnvik          | 3 februari 1995  | Lindome GIF     | Lerkils IF         |           |
| 5           | Sverige   | Sebastian Heaver       | 4 februari 1998  | BK Häcken       | Onsala BK          |           |
| 6           | Sverige   | Magnus Johansson       | 25 mars 1999     | IFK Fjärås      | IFK Fjärås         |           |
| 13          | Sverige   | Anton Börjesson        | 13 juni 1998     | Tölö IF         | Onsala BK          |           |
| 14          | Sverige   | Felix Wennergrund      | 26 mars 2001     | Oskarshamns AIK | Tölö IF            |           |
| 21          | Sverige   | Maximilian Wennergrund | 7 oktober 2002   | Tölö IF         | Tölö IF            |           |
| Mittfältare |           |                        |                  |                 |                    |           |
| 2           | Sverige   | Hugo Björnberg         | 4 juli 2000      | GAIS            | IF Mölndal Fotboll |           |
| 8           | Sverige   | William Berglund       | 26 april 2001    | IFK Göteborg    | Annebergs IF       |           |
| 12          | Sverige   | Viktor Glaerum         | 12 november 1995 | Tölö IF         | Tölö IF            |           |
| 15          | Sverige   | Ville Hilvenius        | 13 oktober 2005  | Tölö IF         | Onsala BK          |           |
| 17          | Sverige   | Hugo Jedenberg         | 7 juni 2003      | Onsala BK U     | Onsala BK          |           |
| 18          | Sverige   | Adam Fogelblad         | 17 augusti 1995  | Tölö IF         | Tölö IF            |           |
| 19          | Sverige   | Sebastian Parker       | 3 juni 2003      | Lerkils IF      | Kungsbacka IF      |           |
| 23          | Sverige   | Victor Olofsson        | 31 maj 1999      | IFK Göteborg    | Onsala BK          |           |
| 26          | Sverige   | Lucas Heed             | 24 februari 2004 | Onsala BK U     | Onsala BK          |           |
| Anfallare   |           |                        |                  |                 |                    |           |
| 7           | Sverige   | Joel Palmquist         | 9 juli 1995      | Ljungskile SK   | Onsala BK          |           |
| 9           | Sverige   | Victor Andersson       | 24 juni 1995     | Ahlafors IF     | Onsala BK          |           |
| 10          | Sverige   | Hugo Lindström         | 25 december 2003 | Lerkils IF      | Lerkils IF         |           |
| 11          | Sverige   | Hampus Ekdahl          | 3 maj 1997       | Tölö IF         | Onsala BK          |           |
| 28          | Sverige   | Alfons Nygaard         | 20 april 2002    | Tvååkers IF     | Annebergs IF       |           |

## Damlag
Klubben har också en damsektion, som säsongen 2023 spelar i division 1 södra. Bland damspelare som gått vidare till större lag märks Josefine Rybrink (BK Häcken FF).